# Snyehola Anett
Snyehola Anett (Komló, 1980. szeptember 22.–) író, karikaturista, festő és illusztrátor. Írói álneve Ta-mia Sansa.

## Kiállítások
- 2002. június 7. – Közös kiállítás Jágri Ilona grafikusművésszel Realitás és álom címmel, Komlói Helytörténeti Múzeum, Komló[1]
- 2003. szeptember 20. – Tom Média 2003-as „Szaft” rajzpályázatán különdíj, Budapest, VIII. kerület
- 2006. március 22. – Fiatal Komlói Alkotók Kiállítása, Komlói Helytörténeti Múzeum, Komló[2][3]
- 2007. május 14. – VII. Galaktika Nemzetközi Science-fiction & Fantasy Kiállítás, Vasutas Egyetértés Művelődési Központ, Debrecen
- 2007. október 29. – Egyéni kiállítás Tüzet Viszek címmel, Komlói Helytörténeti Múzeum, Komló
- 2008. március 14. - Fiatal Komlói Alkotók Kiállítása, Komlói Helytörténeti Múzeum, Komló

## Könyvborítók
- Mészáros Gyula: Hajsza (Publio, 2012)
- Ta-mia Sansa: Forradások (Publio, 2012)

## Illusztrációk
- Ordasi Ágnes, Vasadi Zsanett (szerk.): Császári ötletek, királyi fiaskók (Underground, 2012)
- Papp Natália: Dorzsi Borzsi képes kifestője (Underground, 2013)

## Irodalmi tevékenység
- 2008-ban a Kossuth Kiadó regénypályázatán különdíjat nyert a Sötét Hórusz című regénye,[4] mely végül 2011-ben jelent meg a Főnix Könyvműhelynél.

A Gender krónikák 11. kötete.
- A kiegészítő kötet, a Forradások megjelenése 2012-ben, a Publio Kiadónál.
- 2013-ban megjelent A menekülés éve című regénye a Delta Vision kiadónál, a Delta Varázs Katlan sorozatban. A Gender krónikák 1. kötete.
- 2013-ban jelenik meg a Gender krónikák 2. kötete, A döntés joga címmel, a Delta Visionnál.

## Magánélet
Hobbija a csillagászat, szívesen olvas sci-fi-t. Kedvenc írói, akik hatással is voltak rá: Stephen King, Isaac Asimov

## Interjúk
- Nokert.hu, 2011. május 5.
- Ekultúra, 2013. június